# 北张庄墓群
北张庄墓群位于河北省邯郸市邯山区北张庄镇北张庄、大隐豹、西孙庄、陈家岗等村附近，属于战汉时期的官宦大臣墓。2019年10月，被中华人民共和国国务院列为第八批全国重点文物保护单位。  